# Miroslav Gradinarov
Miroslav Gradinarov (en bulgare : Мирослав Градинаров) est un joueur bulgare de volley-ball né le 10 février 1985 à Dobritch. Il joue au poste de réceptionneur-attaquant.

## Palmarès

### Clubs
Coupe de Roumanie:
- 2017

Championnat de Roumanie:
- 2019
- 2017

Coupe du Portugal:
- 2018

Championnat du Portugal:
- 2018

Championnat de Bulgarie:
- 2020
- 2021

Supercoupe de Bulgarie:
- 2020[2]

Coupe de Bulgarie:
- 2021